# Melrose (Skócia)
Melrose (skót gael Am Maol Ros) egy történelmi kisváros a Skót Határvidéken, a korábbi Roxburghshire grófságban, a Tweed-folyó partján. Körülötte kisebb falvak találhatók: Darnick, Gattonside, Newstead, Lilliesleaf és Bowden.
A város nevét legelőször Mailros (walesi vagy breton breton „csupasz félsziget”) formában említették, utalva ezzel az apátság korábbi helyére, melyről Beda Venerabilis írt. Melrose apátságáról az angolszász krónikák Magilros néven emlékeztek meg (amikor a városka még Northumbria része volt).
A kései középkorban, amikor az apátságot a mai helyén újjáépítették, a város neve a mell („kőműves kalapács”) és a rose („rózsa”) szavak szimbolikus összetételéből alakult ki. A rózsa Szűz Máriára utalt, akinek a ciszterciek az apátságot szentelték.
A melrose-i házárak 10%-kal drágábbak, mint bárhol máshol a Skót Határvidéken, mivel itt a felső középosztály lakik.

## Története

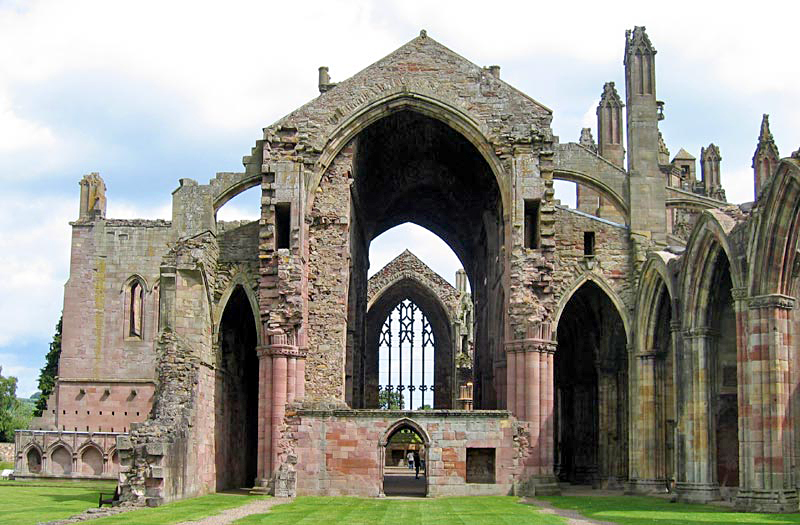
A Melrose-i Apátság romjai

Melrose ad helyet a Melrose-i Apátságnak, melyet a ciszterci rend nyitott meg I. Dávid skót király parancsára újra a 12. század első felében. Ez Nagy-Britannia egyik legszebb apátsági romja. itt van eltemetve I. Róbert skót király szíve.
A közelben található Trimontium római kori erődje és a Dryburgh Apátság.

## Külső hivatkozások
- A település hivatalos honlapja